# ارل بوئن
ارل بوئن (به انگلیسی: Earl Boen) (زادهٔ ۷ نوامبر ۱۹۴۵ - ۵ ژانویهٔ ٢٠٢٣) بازیگر آمریکایی بود. از فیلم‌های معروف او می‌توان به بازی در فیلم نابودگر، نابودگر ۲: روز داوری، نابودگر ۳:خیزش ماشین ها، مردی با دو مغز، اعتراف به گناه، دندان‌پزشک و نابودگر سرنوشت تاریک (فیلم بایگانی شده) اشاره کرد.
ارل بوئن علاوه بر فیلم سینمایی در چندین سریال تلویزیونی نیز به ایفا نقش پرداخته بود.
وی همچنین در صداگذاری فعال بود که در این مورد میتوان   به وارکرافت اشاره کرد.
بوئن در ۵ ژانویهٔ ٢٠٢٣ درگذشت.